# Hybristodryinus concavifrons
Hybristodryinus concavifrons (лат.) — ископаемый вид ос рода Hybristodryinus из семейства дрииниды (Dryinidae). Бирманский янтарь, меловой период (сеноманский век, около 99 млн лет). Мьянма. Видовое название concavifrons происходит от наличия глубокой бороздки на лице («вогнутое лицо», лат. concavus + frons).

## Описание
Мелкие хризидоидные осы. Длина 4,8 мм. От близких видов отличается увеличенным коготком с двумя предвершинными зубцами; диск пронотума треугольный и не вырезан сзади (у H. nalae он с вырезом). Усики 10-члениковые. Нижнечелюстные щупики состоят из 6, а нижнегубные — из 3 члеников. Самцы неизвестны; переднее крыло с тремя ячейками, закрытыми пигментированными жилками (C, R и 1Cu). У самок этого рода на передних лапках есть клешня, предположительно для удерживания цикадок (Cicadomorpha, Fulgoroidea).
Вид был впервые описан в 2019 году палеоэнтомологами Евгением Перковским (Schmalhausen Institute of Zoology, Украина), Массимо Ольми (Tropical Entomology Research Center, Viterbo, Италия), Патриком Мюллером (Германия) и Катериной Мартыновой (Киев).